# Guatteria ouregou
Guatteria ouregou é uma espécie de magnólia. Foi descrito pela primeira vez por Jean Baptiste Christophe Fusée Aublet, e recebeu o nome exato por Michel Félix Dunal .  Guatteria ouregou pertence ao gênero Guatteria, e à família Annonaceae.